# Даничеве (ландшафтний заказник)
Урочище «Дани́чеве» — ландшафтний заказник місцевого значення в Україні. Лісове угіддя, розташоване у Подільському районі Одеської області, поблизу села Піщана. 
Площа заказника — 354,0 га. Розташований у кварталах 47—51 Піщанського лісництва Балтського держлісгоспу (Державного підприємства «Балтське лісове господарство»). Створений у 1993 р. за рішенням облради від 01.10.93 р. № 496-ХХІ, Межі заказника регламентуються розпорядженням Балтської районної державної адміністрації від 27.08.2008 № 814/А-2008 та внесенням змін до розпорядження Балтської районної державної адміністрації від 25.09.2008 № 918/А-2008
Заказник створено для охорони лісового масиву на межі степової та лісостепової зон, та єдиного в області місця зростання вікових сосен. Заказник має велике природоохоронне та рекреаційне значення. На його території трапляються рідкісні та зникаючі види флори і фауни. 
Урочише Данишеве було штучно створено у період боротьби з піщаними бурями. Основну його естетичну та рекреаційну цінність становлять вікові насадження сосни звичайної (природний ареал якої був за межами області). Згідно з даними екологічного обстеження 2003 р. рідкісних видів рослин і тварин не виявлено.
Рішенням Одеської обласної ради від 20 березня 2009 року № 801-V заказник віднесений до мисливських угідь, наданих користувачам для ведення мисливського господарства строком на 30 років..